# Джулай, Миранда
Миранда Джулай (англ. Miranda July; род. 15 февраля 1974) — американский кинорежиссёр, сценаристка, певица, актриса, писательница и артистка.

## Карьера
Начала карьеру в Беркли, штат Калифорния, с написания пьес и их постановки в местном панк-клубе. Видео-перфомансы и интернет-проекты Миранды Джулай были представлены в Музее современного искусства, Музее Гуггенхайма и на бьеннале Уитни в 2002 и 2004 годов.
Сборник её рассказов «Нет никого своее» (No One Belongs Here More Than You), вышедший в свет в 2007 году и переведенный на русский язык в издательстве Livebook/Гаятри выиграл международную премию Фрэнка О’Коннора за лучший рассказ. Основная часть промосайта, посвященного этой книге, No One Belongs Here More Than You, — это слайд-шоу из фотографий надписей, сделанных маркером на холодильнике.
Её произведения публиковались в «Пари-ревью», «Харперс» и «Нью-Йоркере». Совместно с художником Харреллом Флетчером она создала интерактивный сайт Learning To Love You More, книга на эту же тему вышла в издательстве «Престел» в 2007 году.
Она написала сценарий и сняла свой первый полнометражный фильм (в котором сыграла главную роль) «Я, ты и все, кого мы знаем» (Me and You and Everyone We Know, 2005), который получил спецприз от жюри на кинофестивале в Санденсе и четыре премии на Каннском кинофестивале, включая «золотую камеру».

## Личная жизнь
С 2009 года Джулай замужем за режиссёром Майком Миллсом. У них есть сын Хоппер (род. 2012).
Она сменила свою фамилию с Гроссинджер на Джулай, когда ей было около 20 лет.